# Округ Батлер (Мисури)
Округ Батлер (енгл. Butler County) је округ у америчкој савезној држави Мисури.

## Демографија
По попису из 2010. године број становника је 42.794, што је 1.927 (4,7%) становника више него 2000. године.
| Група             | 2000.          | 2010.          |
| Белци             | 37.435 (91,6%) | 38.504 (90,0%) |
| Афроамериканци    | 2.132 (5,2%)   | 2.256 (5,3%)   |
| Азијати           | 178 (0,4%)     | 283 (0,7%)     |
| Хиспаноамериканци | 412 (1,0%)     | 666 (1,6%)     |
| Укупно            | 40.867         | 42.794         |